# Gerhard Arend Zelle
Gerhard Arend Zelle (auch Gerhardt Arendt Zelle; * um 1710; † 1761 in Vilnius, Polen-Litauen) war ein deutscher Orgelbauer in Vilnius.

## Leben
Gerhard Arend Zelle arbeitete spätestens ab 1732 bei Georg Sigismund Caspari in Königsberg, Für diesen baute er in jenem Jahr eine Orgel in Neidenburg. In den folgenden Jahren war er dessen wichtigster Mitarbeiter (Werkmeister). 
1737 heiratete Zelle in Vilnius Elisabeth Gross(in). Im gleichen Jahr baute ein Positiv für die dortige lutherische Kirche. Im folgenden Jahr erhielt er das Bürgerrecht von Vilnius. 1741 bewarb er sich um den Bau einer Orgel in Soldau, für den noch ein Vertrag mit dem gerade verstorbenen Caspari bestand, den Auftrag bekam aber Adam Gottlob Casparini als privilegierter Orgelbauer für Herzoglich Preußen.
Von 1742 bis 1750 arbeitete bei ihm Johann Christoph Ungefug, 1752 in der lutherischen Kirche in Vilnius dann Friedrich Joachim Scholl (Scheel) und Nicolaus Jentzen (Jantzon). Dieser heiratete im darauffolgenden Jahr Zelles Tochter Anna Elisabeth und wurde Nachfolger nach dessen Tod 1761.

## Werke (Auswahl)
Von Gerhard Arend Zelle sind Orgelneubauten vor allem in Vilnius bekannt, von denen es heute keine mehr gibt.
- 1732: Neidenburg, katholische Kirche, für Caspari, der den offiziellen Auftrag erhalten hatte
- 1737: Vilnius, lutherische Kirche, Positiv
- um 1740: Vilnius, St. Katharina
- um 1740: Vilnius, St. Kasimir
- vor 1741: Vilnius, Heilig Geist
- 1751–1753: Vilnius, lutherische Kirche, mit Friedrich Joachim Scholl und Nicolaus Jentzen, 1944 zerstört, 1995 Neubau eines Prospektes nach historischem Vorbild durch Rimantas Gučas[2][3]
- 1763: Vilnius, St. Philippus und Jacobus